# 天主教拉斯佩齊亞-薩爾扎納-布魯尼亞托教區
天主教拉斯佩齊亞-薩爾扎納-布魯尼亞托教區（拉丁語：Dioecesis Spediensis-Sarzanensis-Brugnatensis），是義大利一個天主教教區。屬熱那亞總教區。
教區位於拉斯佩齊亞省。2004年有教友213,451人，佔總人口98.8%。有186個堂區、司鐸159名。現任教區主教為類思·埃內斯托·帕萊蒂。

## 歷史
教區的前身盧尼教區傳統上被認為始於宗徒時代，465年始有文獻記載。12世紀開始，教區漸以薩爾扎納為教座，並於1207年3月7日確教宗確認，但直到1465年7月21日駐於薩爾扎納才正式成為常制，教區亦易名為盧尼-薩爾扎納教區。
布魯尼亞托教區成立於1133年5月27日，1820年11月25日與盧尼-薩爾扎納教區聯合。
拉斯佩齊亞教區成立於1929年1月12日，並與上述三個教區聯合，全稱為盧尼（拉斯佩齊亞）、薩爾扎納暨布魯尼亞托教區。
1975年8月4日起盧尼教區降為名銜教區，教區亦名為拉斯佩齊亞、薩爾扎納暨布魯尼亞托教區。1986年9月30日三個教區合併並易名至今。